# San Carlos de Bolívar
Pour l'arrondissement, voir Bolívar (partido).
San Carlos de Bolívar est une ville de la province de Buenos Aires en Argentine, capitale de la partido de Bolívar.
L'Instituto Nacional de Tecnología Agropecuaria y dispose d'un campus.
Le réputé club de volley-ball Club Ciudad de Bolívar y est situé.